# Gothaer Programm
Das Gothaer Parteiprogramm wurde bei der Vereinigung der Sozialdemokratischen Arbeiterpartei (SDAP) unter August Bebel und Wilhelm Liebknecht mit dem Allgemeinen Deutschen Arbeiterverein (ADAV) unter dessen letztem Präsidenten Wilhelm Hasenclever auf dem Gothaer Kongress vom 22. Mai bis 27. Mai 1875 vereinbart.
Die resultierende Partei des sechstägigen Vereinigungskongresses war die Sozialistische Arbeiterpartei Deutschlands (SAP), die sich 1890 in Sozialdemokratische Partei Deutschlands (SPD) umbenannte. Im programmatischen Zentrum der SAP stand „der freie Staat und die sozialistische Gesellschaft, die Zerbrechung des ehernen Lohngesetzes durch Abschaffung des Systems der Lohnarbeit, die Aufhebung der Ausbeutung in jeder Gesellschaft, die Beseitigung aller sozialen und politischen Ungleichheit“. Weitere wichtige inhaltliche Aspekte waren die Forderungen nach einem allgemeinen und gleichen Wahl- und Stimmrecht, der Abschaffung der Einschränkungen der Meinungs- und Pressefreiheit, einer allgemeinen, kostenlosen und verpflichtenden Schulbildung sowie die Forderungen nach besseren Arbeitsbedingungen und der Abschaffung der Kinderarbeit. Mit einer der Hauptinitiatoren des Parteizusammenschlusses war neben Liebknecht und Bebel (beide zuvor Reichstagsabgeordnete der SDAP) Wilhelm Hasenclever (Reichstagsabgeordneter und letzter Präsident des ADAV).
Das Gothaer Programm der SAP wurde von Karl Marx, dem führenden Theoretiker des Sozialismus, aus dessen Exil in London heftig kritisiert, weil es sich in seiner Kompromissbildung in Marx’ Augen zu sehr den eher reformorientierten Positionen des ADAV anpasste (vgl. Kritik des Gothaer Programms). Vor allem Liebknecht teilte zwar Marx’ Kritik, stand allerdings aus pragmatischen Gründen, unter anderem der Priorität einer einheitlichen deutschen Arbeiterpartei, dennoch hinter dem Programm. Er setzte sich später, vor allem im 1876 neu gegründeten Parteiorgan, dem Vorwärts, für die Wiederaufnahme marxistischer, und damit revolutionärer Inhalte in der SAP ein.
Gelegentlich wird auch die konstitutionell-monarchistische Abschlusserklärung des Gothaer Nachparlaments von 1849 als „Gothaer Programm“ bezeichnet.